# Diyora Keldiyorova
Diyora Keldiyorova (Samarcanda, 13 de julio de 1998) es una deportista uzbeka que compite en judo.
Participó en dos Juegos Olímpicos de Verano, en los años 2020 y 2024, obteniendo una medalla de oro en París 2024, en la categoría de –52 kg.
Ganó dos medallas de plata en el Campeonato Mundial de Judo, en los años 2023 y 2024, y cuatro medallas en el Campeonato Asiático de Judo entre los años 2019 y 2024. En los Juegos Asiáticos de 2022 obtuvo una medalla de oro en la categoría de –52 kg.

## Palmarés internacional
| Juegos Olímpicos    | Juegos Olímpicos       | Juegos Olímpicos  | Juegos Olímpicos |
| Año                 | Lugar                  | Medalla           | Categoría        |
| ------------------- | ---------------------- | ----------------- | ---------------- |
| 2024                | París (Francia)        | Medalla de oro    | –52 kg           |
| Campeonato Mundial  |                        |                   |                  |
| Año                 | Lugar                  | Medalla           | Categoría        |
| 2023                | Doha (Catar)           | Medalla de plata  | –52 kg           |
| 2024                | Abu Dabi (EAU)         | Medalla de plata  | –52 kg           |
| Juegos Asiáticos    |                        |                   |                  |
| Año                 | Lugar                  | Medalla           | Categoría        |
| 2022                | Hangzhou (China)       | Medalla de oro    | –52 kg           |
| Campeonato Asiático |                        |                   |                  |
| Año                 | Lugar                  | Medalla           | Categoría        |
| 2019                | Fujairah (EAU)         | Medalla de oro    | –52 kg           |
| 2021                | Biskek (Kirguistán)    | Medalla de plata  | –52 kg           |
| 2022                | Nursultán (Kazajistán) | Medalla de oro    | –52 kg           |
| 2024                | Hong Kong (China)      | Medalla de bronce | –52 kg           |